# Terence Kongolo
Terence Kongolo (ur. 14 lutego 1994 we Fryburgu) – holenderski piłkarz kongijskiego pochodzenia grający na pozycji obrońcy. Obecnie jest piłkarzem Huddersfield.

## Sukcesy

### Reprezentacja
- Mistrzostwa Świata 2014:  Brąz